# نيلسون دوبلداي جونيور
نيلسون دوبلداي جونيور (بالإنجليزية: Nelson Doubleday, Jr.)‏ هو ناشر أمريكي، ولد في 20 يوليو 1933 في أويستر باي في الولايات المتحدة، وتوفي في 17 يونيو 2015 في لوكوست فالي في الولايات المتحدة بسبب ذات الرئة.